# Pathfinder (film)
Pathfinder är en amerikansk action-fantasyfilm som hade biopremiär i USA den 13 april 2007. Den är regisserad av Marcus Nispel. Medverkar gör bland andra Karl Urban, Clancy Brown, Moon Bloodgood och Russell Means. Filmen är en nyinspelning av den svensk-samiska filmen Vägvisaren. 

## Handling
En isländsk pojke förkastas av sin vikingafar för att han inte velat döda spädbarn. Pojken lämnas kvar på stranden efter vikingarnas misslyckade försök att erövra Vinland. Pojken hittas och tas om hand av medlidsamma indianer. Pojken blir retad av de andra barnen för han är "vit som ett spöke" och får namnet "Ghost" (Spöke). Ghost växer upp till man och inleder en romans med Starfire (Stjärneld), dotter till den lokale shamanen Pathfinder (Vägvisare). Men lyckan blir kort när en ny vikingaexpedition ledd av Gunnar anländer med målet att återföra Ghost till sina led, utrota indianerna och ta landet i besittning. Ghost måste nu kriga mot sitt gamla folk för att rädda sitt nya.

## Rollista
| Karl Urban       | – Ghost        |
| Moon Bloodgood   | – Starfire     |
| Russell Means    | – Pathfinder   |
| Clancy Brown     | – Gunnar       |
| Jay Tavare       | – Blackwing    |
| Nathaniel Arcand | – Wind In Tree |
| Ralf Moeller     | – Ulfar        |
| Kevin Loring     | – Jester       |

### Fotnoter
1. ↑  ”Pathfinder” (på engelska). Box Office Mojo. 13 april 2007. http://www.boxofficemojo.com/movies/?id=pathfinder.htm. Läst 7 november 2016.